# Catalina Martin-Chico
Catalina Martin-Chico est une photographe et photojournaliste franco-espagnole née en 1969 à Madrid. À travers son art, elle évoque notamment des sujets sociétaux et des conflits en France et à l'étranger.  
Elle est lauréate du Visa d'or humanitaire du Comité international de la Croix-Rouge pour son reportage sur la révolution yéménite et du prix Canon de la femme photojournaliste pour son reportage sur les femmes retirées des Forces armées révolutionnaires de Colombie (FARC),. 
Elle est représentée par l'agence Cosmos. 

## Biographie
Venue à la photographie sur le tard, elle étudie en 2008 au Centre International de Photographie à New-York. Elle entre au Yémen en 2007 et couvre la révolution yéménite à partir de 2011. Ce sujet est l'objet d'une exposition en 2011 : Premier km2 de liberté : place du Changement, Sanaa, Yémen. Elle met en valeur l'hétérogénéité du groupe des révolutionnaires yéménites.  
En 2013, elle obtient la bourse Photoreporter de Saint-Brieuc pour réaliser un reportage sur l’île de Saint-Martin.  
En 2016, elle réalise une exposition sur les derniers nomades d'Iran.  
En 2017, le reportage Le monde suspendu des Amish évoque la vie des membres de la communauté religieuse des Amish, des anabaptistes rigoristes qui vivent à l'écart de toute modernité dans les États de Pennsylvanie et de l'Indiana. 
En mai 2017, elle passe deux semaines dans des camps des Forces Armées Révolutionnaires de Colombie. Neuf mois plus tard, en 2018, grâce au prix Canon de la femme photojournaliste doté à 8000€, elle peut retourner en Colombie pour un nouveau projet sur la vie des femmes ayant appartenu aux FARC. Ces femmes ont déposé officiellement les armes le 7 juin 2018, avec l'accord de paix signé avec le gouvernement colombien, après 50 ans de luttes armées. Elle relate comment leur vie a changé, et photographie des femmes qui redécouvrent la maternité après avoir vécu avec l'interdit de tomber enceinte, et à travers celles-ci, la renaissance d'un pays dans l'exposition Colombie : (Re)Naître. L'une de ses photos est nommée au World Press Photo of the Year, le prestigieux prix international de photo d'actualité. 
Ses travaux sont publiés dans la presse française et étrangère (Le Monde, GEO, Der Spiegel, New York Times, Marie-Claire, ELLE, Le Figaro, L’Obs, etc.). 

## Distinctions
- 2011 : Visa d'or humanitaire du Comité international de la Croix-Rouge (CICR)[9]
- 2017 : prix Canon de la femme photojournaliste 2017, festival Visa pour l'image à Perpignan[2]

## Expositions majeures
- 2011 : « Premier km2 de liberté » : place du Changement, Sanaa, Yémen, festival Visa pour l'image[4]
- 2016 : Les Derniers nomades d'Iran, festival Visa pour l'image[10]
- 2018 : Colombie : (Re)Naître, festival Visa pour l'image[11]
- 2021 : Equateur, la forêt vivante, festival de La Gacilly[12]